# KOI-256
KOI-256 — двойная звезда в созвездии Лебедя. Находится в 575 световых годах (176 пк) от Солнца. Наблюдения космического аппарата «Кеплер» показали, что система содержит экзопланету-газовый гигант, обращающуюся вокруг красного карлика, более поздние исследования показали, что KOI-256 представляет собой двойную систему, состоящую из красного карлика, обращающегося вокруг белого карлика.

## Имя
Аббревиатура «KOI» происходит от интересующего Кеплера объекта и означает, что объект был занесен в каталог космическим аппаратом «Кеплер» во время его поиска внесолнечных планет с использованием транзитного метода. «256» — это номер объекта.

## Характеристики
Первоначальные наблюдения, проведенные космическим аппаратом «Кеплер», показали наличие центрального красного карлика с массой 0,65 Mмкм, радиусом 1,1 Rмкм и температурой 3639 К (3,366 ° C; 6091 ° F). Предполагаемая экзопланета-кандидат имела массу 14,8 Mземной, радиус 25,34 Rземной, период обращения 1,38 дня, температуру 1160 К (890 °C; 1630 °F) и большую полуось 0,021 астрономической единицы. Дальнейшие исследования Muirhead и др. (2012) уточнили параметры экзопланеты-кандидата до радиуса 5,60± 0,76 R земного, температуры 726 К (453 ° C; 847 ° F) и большой полуоси 0,016 а. е.
Muirhead и др. (2013) провели дополнительные наблюдения с помощью телескопа Хейла в Паломарской обсерватории. Используя метод радиальной скорости для обнаружения экзопланет, команда Мьюрхеда обнаружила, что красный карлик слишком сильно колебался, чтобы быть вызванным объектом планетарной массы, и, скорее всего, находился под влиянием белого карлика. Используя ультрафиолетовые данные с космического аппарата GALEX, удалось увидеть, что красный карлик был значительно активен, что дополнительно указывает на возмущения со стороны белого карлика. Команда повторно проанализировала Kepler и обнаружили, что, когда белый карлик проходил перед красным карликом, свет красного карлика заметно искривлялся и становился ярче, эффект, называемый гравитационным линзированием. Будучи лишь немного больше Земли, белый карлик обладает такой большой массой, что физически больший красный карлик вращается вокруг своего меньшего компаньона.
С помощью новых наблюдений было показано, что красный карлик имеет массу 0,51 ± 0,15 M☉, радиус 0,540± 0,014 R☉ и температуру 3450 ± 50 К (3180 ± 50 ° C; 5750 ± 90 ° F). Белый карлик имеет массу 0,592± 0,084 M☉, радиус 0,013 45±0,000 91 R☉ и температуру 7100 ± 800 К (6 800 ± 800 °C; 12 300 ± 1400 °F).